# Енакиевский металлургический завод
Енакиевский металлургический завод («ЕМЗ», укр. Єнакієвський металургійний завод) — одно из старейших металлургических предприятий Украины.
Металлургический завод расположен в городе Енакиево Донецкой области, Украина.
С 2006 года вошёл в состав группы «Метинвест». 15 марта 2017 года Группа «Метинвест» объявила о полной потере контроля над рядом предприятий, оказавшихся на территории под контролем ДНР и ЛНР, в том числе над Енакиевским металлургическим заводом. В июле 2019 года Хозяйственный суд Донецкой области объявил предприятие банкротом.

## История
2 июня 1895 года правительство Российской империи утвердило устав Русско-бельгийского металлургического общества. Основателями завода стали русские подданные Фёдор Енакиев и Болеслав Яловецкий и бельгийцы Октав Неф-Орбан и Оскар Бие.
В ноябре 1897 года на заводе был выплавлен первый чугун, что стало официальной датой основания завода. Завод стал основным фактором возникновения города Енакиево.
К 1899 году на предприятии работали 2,7 тысячи человек.
В декабре 1917 года предприятие одним из первых было национализировано большевиками.
Осенью 1931 года за 40 дней была построена первая советская разливочная машина.
Во время Великой Отечественной войны завод был эвакуирован на Урал, но уже через 100 дней после окончательного освобождения Енакиева от немецких войск был восстановлен и 23 декабря 1943 года дал первую плавку чугуна.
1 июля 2007 года состоялся торжественный пуск самой современной на Украине новой доменной печи № 5. Впервые в стране использована комбинированная система охлаждения. На открытии присутствовал премьер-министр Украины Виктор Янукович.
В начале февраля 2015 года из-за боевых действий на востоке Украины завод остановил работу. В конце марта 2015 года завод продолжил работу, начав отливку чугуна и стали.
В феврале 2017 года бывшие бойцы украинских добровольческих батальонов блокировали железнодорожное сообщение между подконтрольной правительству Украины частью Донбасса и самопровозглашёнными Донецкой и Луганской народными республиками. В связи с этим Енакиевский металлургический завод и его филиал в Макеевке приостановили работу, доменные печи были временно законсервированы.
До весны 2017 год контролем над заводом обладал «Метинвест» (Мариуполь). Далее завод в нарушение законодательства Украины контролируется Министерством промышленности и торговли ДНР.
15 июля 2024 года произошел пуск доменной печи № 5 после ремонтных работ.

## Деятельность
Продукцией предприятия являются как сортовые профили (швеллеры, уголки, балки, проволока, арматура), так и заготовки.
Около 10 технологических новшеств в металлургической отрасли были разработаны и внедрены именно здесь. Автором нескольких из них являлся главный инженер ЕМЗ, будущий академик и вице-президент Академии наук СССР, Бардин Иван Павлович.

## Производство
- Объём выпуска проката в 2011 году составил 2,176 млн тонн[10].
- Объём выпуска проката в 2019 году составил 1446 тыс. тонн.[11]
- Объём выпуска проката в 2020 году составил 677 тыс. тонн.[11]

## Работники Герои Социалистического Труда и Герои Советского Союза
- Бардин, Иван Павлович (1883—1960) — советский металлург. Вице-президент АН СССР. Герой Социалистического Труда.
- Береговой, Георгий Тимофеевич (1921—1995) — дважды Герой Советского Союза, военный лётчик и космонавт.
- Мамичев, Фёдор Фролович (1910—1975) — старший сварщик рельсо-балочного цеха, Герой Социалистического Труда.
- Покутний, Николай Гаврилович (1927—1985) — горновой доменного цеха, Герой Социалистического Труда.